# أوساكي (مياغي)
مدينة أوساكي (بالإنجليزية: Ōsaki)‏ هي أحد المدن التابعة لمحافظة مياغي. تأسست رسميًا في 31/03/2006. ويقدر عدد سكانها بـ 137164 نسمة حسب تقدير مكتب الإحصاء الياباني لعام 2012. تبلغ مساحة أوساكي 796.76 كم2، بكثافة سكانية تبلغ 172 نسمة/كم2.

## توأمة
لأوساكي (مياغي) اتفاقيات توأمة مع:
- توبيتسو (12 أكتوبر 2000 - )

## أعلام
- يو ساتو